# W. Hugh Woodin
William Hugh Woodin (né le 23 avril 1955 à Tucson, Arizona) est un mathématicien américain, auteur de travaux importants en logique mathématique et théorie des ensembles.

## Biographie

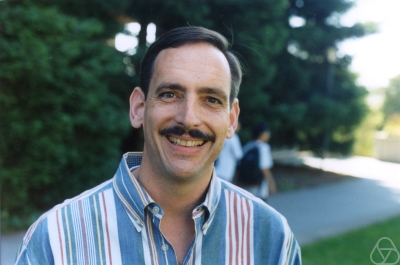
Hugh Woodin en 1994 à Berkeley
Copyright : George M. Bergman, Berkeley

Il est le petit-fils de l'homme politique William H. Woodin.
Woodin soutient son doctorat à l'université de Californie à Berkeley en 1984, sous la direction de Robert Solovay .

## Prix et distinctions
En 1988, il reçoit avec John R. Steel et Donald A. Martin le Prix Karp décerné par l'Association for Symbolic Logic.
En 2008, il est Gödel Lecturer avec une conférence intitulée The Continuum Hypothesis, the Ω Conjecture, and the inner model problem of one supercompact cardinal.
Il a donné l'une des conférences plénières du congrès international des mathématiciens 2010.
En 2013, il reçoit la médaille Hausdorff pour ses articles Suitable extender models I (J. Math. Log. 10 (2010), no. 1-2, pp.101–339) et Suitable extender models II: beyond omega-huge (J. Math. Log. 11 (2011), no. 2, pp.115–436).

## Travaux
Il a travaillé sur la Ω-conjecture (en) et l'hypothèse du continu, avec le résultat suivant : « Si la Ω-conjecture est vraie, alors l'hypothèse du continu est essentiellement fausse. ».